# Luiz Antônio Corrêa
Luiz Antônio da Costa Carvalho Corrêa da Silva, mais conhecido como Luiz Antônio Corrêa (Rio de Janeiro, 27 de dezembro de 1940) é um dentista e político brasileiro, atualmente filiado ao Progressistas (PP). É pai do deputado estadual André Corrêa.

## Biografia
Foi prefeito de Valença entre 2001 e 2004, nas eleições de 2018 foi eleito deputado federal pelo DC, representando o estado do Rio de Janeiro. Em 2022, já filiado ao PP, tentou a reeleição à Câmara mas ficou com a suplência ao conseguir 43.937 votos, o que permitiu sua permanência no Congresso até setembro de 2023, ocupando a vaga de Dr. Luizinho, licenciado enquanto exercia o cargo de secretário estadual de saúde do Rio de Janeiro.